# ارنست کلودویگ
ارنست کلودویگ (آلمانی: Ernst Klodwig؛ زادهٔ ۲۳ مهٔ ۱۹۰۳ در آشرسلبن، درگذشتهٔ ۱۵ آوریل ۱۹۷۳ در هامبورگ) رانندهٔ مسابقات اتومبیل‌رانی فرمول یک اهل آلمان شرقی بود که از فصل ۱۹۵۲ تا ۱۹۵۳ در مجموع در دو گراند پری شرکت کرد، اما موفق به کسب هیچ امتیازی نشد.
کلودویگ در ۱۵ آوریل ۱۹۷۳ در هامبورگ درگذشت.